# 天主街 (镇江市)
32°11′16″N 119°25′33″E / 32.187849°N 119.425836°E
天主街是中国江苏省镇江市的一条很短的街道，呈东北—西南走向，介于大西路和中华路之间。1949年以后改名人民街，1966年改名反帝路，后改回人民街。
镇江英租界开辟时，此处位于租界边缘。1881年，法国天主教耶稣会神父在此处建造一座规模很大的哥特式风格的镇江圣心堂，天主街因而得名。沿天主街全部为天主教会的教产。1937年，圣心堂毁于战火。
清末民初时期，天主街曾是镇江的一条繁华商业街，最著名的是宴春酒楼。沿街开设茶楼、剧院（省城大剧院）、广货店、洋货店、手工作坊，尤以此处的轿行最为著称。